# 仙剑奇侠传三 (电视剧)
《仙剑奇侠传三》故事背景設定為《仙剑奇侠传》的50年前。是一部2009年首播的中国大陆仙侠题材古装玄幻剧，改编自台湾大宇资讯开发的同名单机游戏《仙剑奇侠传三》。该剧由唐人影视和东阳捷成影视有限公司联合出品，香港导演李国立执导，并由胡歌、霍建华、杨幂、刘诗诗、唐嫣、黄志玮领衔主演。全剧讲述了男主人公景天梦想成为蜀山大侠，为了协助蜀山派封印锁妖塔，他与唐雪见、徐长卿等人一同展开寻找五颗灵珠的冒险之旅，期间历经艰险，最终却引出了众人意想不到的前世今生和爱恨纠葛。
作为唐人影视继2005年的《仙剑奇侠传》后拍摄的又一部游戏改编电视剧，本剧于2008年8月10日在浙江横店影视城正式开机，先后辗转永康、象山影视城、武义等地取景拍摄，至12月10日杀青关机。2009年6月28日，本剧在台州电视台公共财富频道全国首播，2010年2月14日在江苏卫视黄金档上星播出。马来西亚于2009年10月9日在八度空间首播，台湾于同年12月15日在东森电影台首播。台灣OTT平台LiTV 線上影視全套上架。

## 播出時間
| 頻道                 | 所在地   | 播映日期                    | 播出时间        | 备注             |
| -------------------- | -------- | --------------------------- | --------------- | ---------------- |
| 台州电视台-3         | 中国大陆 | 2009年6月28日               | 每晚19:00       | 中国内地地面首轮 |
| 江苏卫视             | 中国大陆 | 2010年2月14日               | 每晚19:30       | 首轮上星         |
| 深圳卫视             | 中国大陆 | 2010年4月1日                | 每天07:50-13:00 |                  |
| 东南卫视             | 中国大陆 | 2010年4月1日                | 每晚19:35       |                  |
| 浙江卫视             | 中国大陆 | 2010年4月5日                | 每天03:00       |                  |
| 湖南卫视             | 中国大陆 | 2014年7月16日               | 每天08:00-13:00 |                  |
| 安徽卫视             | 中国大陆 | 2015年7月31日               | 每天13:45-18:00 |                  |
| 河北卫视             | 中国大陆 | 2016年2月2日                | 每天13:30-18:00 |                  |
| 八度空間             | 马来西亚 | 2009年10月9日-11月30日      | 每晚19:00-20:00 | 全馬首播         |
| MioTV Taiwan Central | 新加坡   | 2009年11月15日              |                 | 隨選頻道         |
| 東森電影台           | 臺灣     | 2009年12月15日-2010年2月3日 |                 | 台湾全境首播     |

## 演員表
| 演員   | 角色     | 原版配音 | 粵語配音 | 介紹 |
| ------ | -------- | -------- | -------- | --- |
| 胡歌   | 景天     | 胡歌     | 陳健豪   | 永安當夥計，外號菜牙、臭豆腐，許茂山的老大，神界第一神將飛蓬將軍和古姜國太子龍陽的轉世，深愛著雪見與龍葵。 |
| 胡歌   | 飛蓬     | 胡歌     | 陳健豪   | 神界第一神將，為人正義卻渴望強者，和魔尊重樓亦敵亦友、惺惺相惜，但從未分過勝負，因與重樓私鬥而觸犯天規被貶下凡，深愛著夕瑤                                                                                         |
| 胡歌   | 龍陽     | 胡歌     | 陳健豪   | 古姜國太子，乃龍葵兄長，和龍葵有著超越一般兄妹的感情。 |
| 胡歌   | 李逍遙   | 胡歌     | 陳健豪   | 穿越過去而來，乃景天徒孫。 |
| 霍建華 | 徐長卿   | 沈磊     | 李家傑   | 蜀山大弟子，外號白豆腐，景天的手下，顧留芳和林業平的轉世，深愛著紫萱，和紫萱有三世孽緣。 |
| 霍建華 | 顧留芳   | 沈磊     | 李家傑   | 徐長卿的前前世,修道之人，與紫萱有感情糾葛。 |
| 霍建華 | 林業平   | 沈磊     | 李家傑   | 徐長卿的前世，長安玄道觀掌門道長，與紫萱有感情糾葛。 |
| 楊冪   | 唐雪見   | 黃怡晴   | 劉惠雲   | 唐家堡大小姐，外號豬婆、大小姐，起初個性任性，但心地善良，養護神樹的女神夕瑤用思念飛蓬將軍來滋養神樹而成熟的果實，果實轉化為有生命的雪見，起初對長卿有好感，而跟景天常常鬥嘴，但後來漸漸愛上景天並深愛著景天。     |
| 楊冪   | 夕瑤     | 黃怡晴   | 劉惠雲   | 神界神樹守護者，唐雪見的創造者，乃飛蓬將軍的紅顏知己，深愛著飛蓬 |
| 劉詩詩 | 龍葵     | 楊夢露   | 蔡雁紅   | 古姜國公主，龍陽的妹妹，最愛自己兄長龍陽，後因龍陽戰死，龍葵為了等她哥哥而跳進祭劍爐被魔劍封印千年，後等到景天並跟隨他，對景天產生出超越兄妹的情感，後為了幫助景天拯救蒼生而再次跳進祭劍爐，深愛著兄長景天         |
| 唐嫣   | 紫萱     | 馮駿驊   | 李嘉瑩   | 大地之母女媧後人，深愛著徐長卿。 |
| 黃志瑋 | 重樓     | 海帆     | 李家輝   | 一代魔尊，外號紅毛，魔界的王，神魔之井的統治者，勢力強勁，不出十招把老魔尊打死，本只想和唯一的對手飛蓬將軍分出勝負，後被失去暫時性飛蓬記憶狀態下的景天打敗，成為了好兄弟。深愛紫萱。                               |
| 林子聰 | 許茂山   | 夏磊     |          | 景天的手下，心地善良，對景天很忠心。 |
| 袁弘   | 雲霆     | 袁弘     |          | 雷州總兵，雷州刺史獨子，景天的情敵，擁有雷靈珠，所以和他接觸的人會被電擊。 |
| 郭曉婷 | 花楹     | 郭曉婷   |          | 五毒獸，擅長治療、解毒，愛著世間萬物，唯愛主人雪見。 |
| 劉家輝 | 邪劍仙   | 袁國慶   |          | 六界之外的生命，第一反派，乃蜀山五位長老的邪念孕育出的生命，吸取世間邪念為能量，法力高強，無人能敵。 |
| 劉銳   | 何必平   | 謝添天   |          | 永安當的的夥計，景天的手下，聰明伶俐擅長算數，外表是個混混但其實內心極重義氣心地善良，在景天出發旅程時幫景天發展發財紙大計，後因邪劍仙攻到人間而假裝投靠並和景天等人反目，後不斷的暗中幫助景天，被邪劍仙殘忍殺害。 |
| 韓曉   | 火鬼王   | 范楚絨   |          | 酆都極樂世界的統治者，自稱小王，嗜好喝湯，靠火靈珠維持美麗的外貌。 |
| 韓振華 | 清微     | 李傳纓   |          | 蜀山派掌門。 |
| 岳躍利 | 唐坤     | 李傳纓   |          | 唐家堡堡主，雪見的繼祖父。 |
| 范明   | 天帝     |          |          | 眾神之首，六界至尊。 |
| 何彥霓 | 聖姑     | 范楚絨   |          | 輔佐歷代女媧後人。 |
| 劉曉潔 | 萬玉枝   | 江元     |          | 高夫人，狐妖的化身。 |
| 宋洋   | 溪風     | 沈達威   |          | 在安溪擁有美妙歌聲的男人，為了獲得俊俏的臉龐，代價是成為魔尊重樓的使者五百年和聲音。 |
| 鄧立民 | 唐泰     |          |          | 唐坤的三弟，雪見的三叔伯。 |
| 張雷   | 唐益     | 謝添天   |          | 唐坤的侄子，因覬覦堡主位置和羅如烈合作。 |
| 宗峰岩 | 姜國國王 |          | 葉偉麟   | 龍陽太子跟龍葵公主的父王。 |
| 閻虹宇 | 常胤     | 謝添天   |          | 徐長卿的師弟。 |
| 過齊鳴 | 趙文昌   |          | 葉偉麟   | 永安當的新任掌櫃。 |
| 韓志   | 羅如烈   | 海帆     |          | 霹靂堂堂主。 |
| 蕭兵   | 趙無延   |          |          | 陰差，艷都軍師，替極樂世界工作的凡人。 |
| 趙卓娜 | 水碧     | 江元     |          | 掌管天下河川的水神，被溪風的歌聲吸引來到人間，擁有五顆靈珠光芒集結而成的聖靈珠。 |
| 馬子俊 | 元神長老 |          | 葉偉麟   | 蜀山長老，徐長卿的師父。 |
| 孫蛟龍 | 天妖皇   | 謝添天   |          | |
| 陸梅芳 | 唐芷芸   | 馮駿驊   |          | 唐坤的孫女，憎恨雪見。 |
| 陶婧婧 | 小怡     |          | 顧詠雪   | 雪見的丫鬟。 |
| 陳甘霖 | 常懷     |          |          | 徐長卿的師弟。 |
| 楊波   | 守忠     |          |          | 徐長卿的師弟。 |
| 楊瓏   | 守一     |          |          | 徐長卿的師弟。 |
| 楊升   | 丁時彥   | 海帆     |          | 永安當夥計。 |
| 金晟   | 守觀     |          |          | 蜀山弟子。 |
| 胡中虎 | 守真     | 沈達威   |          | 蜀山弟子。 |
| 王子辰 | 文軒     | 沈達威   |          | |
| 陽光   | 何陽     |          |          | |
| 李林琳 |          |          |          | 趙文昌的妻子。 |
| 張劍虹 |          |          |          | 文軒的娘。 |
| 周紅   | 堇姑     |          |          | |
| 婁亞江 | 景逸     |          |          | 景天的父親。 |
| 公方敏 |          |          |          | 顧留芳的師父。 |
| 姚慧如 | 麻嬸     | 王蘇     |          | |
| 劉長生 | 安溪老人 |          |          | |
| 許守欽 | 古藤老人 | 劉彬     |          | |
| 林佳俊 | 精精     |          |          | |
| 劉子菲 | 姜國皇后 | 馮駿驊   |          | |
| 彭維   | 店鋪老闆 |          |          | |

## 劇情中的爭議性
- 電視劇加入大量疑似現代道具及名詞，及大部份情節都荒誕不經，毫無邏輯。
- 電視劇基本跟上一作仙劍奇俠傳一的連續劇一樣，沒有保留遊戲中重要的劇情、元素（親情、友情、為他人奉獻的神、中國仙俠文化），甚至整體還原度還不如仙劍奇俠傳一的連續劇。而且將遊戲主題──輪迴歪曲。結果在各大論壇中，編劇不斷遭到批評。
- 電視劇中景天的武功法力無成長路線可循，時強時弱。在早期就向徐長卿學習了簡單的心法，以保護自己使用魔劍而不至於力衰，在後期卻仍然無法靠心法給雪見治療。在劇情中戰勝勁敵多靠外部輔助（如鎖妖塔所使用的符咒、首戰重樓依靠的咒語、神界再戰重樓所穿戴的戰甲、以及最後的戰勝邪劍仙也靠遊戲中根本不存在之「玉珮」所賜）作為主角之貧弱令人汗顏。
- 電視劇的其他三位重要女角全部矮化，在原作遊戲中他們有能發揮的地方全部砍掉，變成只有戀愛元素的角色。
- 電視劇中景天與其三位女角由於前期沒有能發揮的地方，然後重要能發揮的戲全部都給徐長卿，導致徐長卿的戲過多，所以前期最正常的角色就是徐長卿，但在後期劇本又突然把這角色寫毀了，造成前後不一。

## 與遊戲的不同

### 情節比較
| 情節                     | 遊戲 | 電視劇 |
| ------------------------ | --- | --- |
| 開場                     | 1000年前飛蓬與重樓的決鬥 | 景天在夢中與清微的對話 |
| 許茂山、何必平           | 永安當龍套角色 | 角色戲份加重 |
| 景天與雪見的相識         | 雪見在景天房中尋找茶壺蓋，被景天撞見 發生地震，景天被雪見的毒蒺藜傷                                                                                             | 在大街上被陰陽玉珮吸引而黏在一塊 沒有毒蒺藜情節 |
| 景天的自我介紹           | 「風景的景，天空的天」 | 「景天的景，景天的天」 |
| 景天的性格               | 脾气很好，心地善良，从来不和雪见吵架，有责任感，重情重义，对于朋友真诚相待                                                                                      | 整天嘻嘻哈哈，像个小混混。和雪见总是吵架，还掌掴雪见，每次雪见都惨败，对徐长卿呼来喝去 |
| 毒人情節                 | 霹靂堂的妖人 | 原創情節 |
| 景天、雪見與長卿相識     | 兩人逃出霹靂堂賓化分舵，在渡口遇見長卿與紫萱 因紫萱的關係，長卿的身份是「蜀山棄徒」                                                                             | 兩人遭遇毒人攻擊，長卿相救 紫萱未出場，長卿的身份為「蜀山探子」 |
| 雪見初遇花楹             | 躲避唐益，無意間進入密道 景天不在雪見身邊 | 躲避毒人，無意間與景天找到密道 |
| 花楹型態                 | 偶爾化為人型，雪見等不知牠能化身為人，景天雖見過但似乎不知是花楹 用五毒珠幫人解毒                                                                               | 三種化身型態：馬鈴薯(休養生息)、獸型、人型 用自身靈力幫人解毒 |
| 霹靂堂總壇               | 在德陽，另有一個分壇在賓化賭場中 | 在渝州賭場「大三元」地下 |
| 景天初遇重樓             | 重樓到永安當將魔劍當一文錢 | 重樓找飛蓬(景天)決鬥，被景天哄走 象徵性的收景天一文錢，作為承諾的證據 |
| 邪劍仙出場               | 屠殺蓬萊派，遇見到來的景天與紫萱 被重樓稱為「雜碎」，不敵重樓而逃 假扮清微，與長卿上蜀山 邪劍仙自行打破鎖妖塔封印逃出                                           | 沒有蓬萊派劇情 成形後實力在重樓之上 沒有假扮與長卿上蜀山情節 邪劍仙由景天從鎖妖塔內召喚出來，放入盒子裡 |
| 雪見接任唐門掌門         | 唐坤死後，打敗唐泰弟子所得 | 唐坤直接遺命雪見接任 |
| 揭開雪見身世之人         | 唐芷芸 | 唐泰 |
| 聖姑                     | 蠻州女媧廟中劇情出現過 | 根據仙一設定所創角色，女媧廟劇情出現 |
| 長卿與紫萱的相識         | 長卿被鎖妖塔內逃出的妖怪所傷，紫萱相救(問情篇開頭) 蜀山掌門清微誤以為紫萱為妖女 紫萱不曾為情傷放縱自己                                                          | 長卿被重樓所傷，紫萱相救，但長卿不知 蜀山五老早知紫萱身份 長卿初次「遇見」紫萱，紫萱與多位男子飲酒作樂 |
| 長卿前兩世與紫萱關係     | 第一世具体姓名不知，紫萱爱上他时，他已经娶妻，因此没有在一起 第二世叫林业平，是做官的，兩人结为连理，并生下林青儿。林业平最后年老病死，葬在安溪，紫萱却依旧不老 | 第一世名为顾留芳，是個道士，因他师傅的阻拦，两人只得双双跳崖殉情，紫萱被圣姑所救 第二世的林业平也是道士，两人结为连理。但林业平怀疑紫萱心中有其他男人，两人并不幸福。后紫萱因南诏国兵乱而回去，想要平定叛乱，林业平为救紫萱而惨死在南诏国 |
| 景天初遇龍葵的時間       | 景天離開永安當後 景天上蜀山之前 雪見身世尚未被唐芷芸揭穿 | 景天離開永安當前 景天上蜀山之後 雪見身世已被唐泰揭穿 |
| 景天獲知紅衣龍葵的時間   | 龍葵出現後不久 | 到達安寧村之後 也同時知道自己是姜國的王子 |
| 紅衣龍葵個性             | 很妖艳、泼辣，经常和雪见争吵，还总是调侃景天 在鬼界有点地位，许多小鬼都怕她 叫景天"天哥"、"小子"。                                                              | 很妖艳，但带点刚毅，在锁妖塔被天妖皇手下的小妖虐待 基本上只有在景天被人欺负时出现 和蓝葵一样叫景天"哥哥"。 |
| 景天打雪见和龙葵         | 景天对雪见和龙葵都很温柔，从来没骂过，更别说打 | 景天曾在知道龙葵可以变红时扇了龙葵一巴掌；与火鬼王假成亲时扇了雪见一巴掌 |
| 龙葵對景天和雪见的感情   | 表示祝福 | 后期龙葵嫉妒雪见和景天在一起 并对景天和雪见撒谎，不希望两人在一起 被邪剑仙吸食了“嫉妒”，邪剑仙答应龙葵将雪见除掉 |
| 到達安寧村的時間         | 景天上蜀山之前 | 景天上蜀山之後 |
| 景天等在安寧村的落腳之處 | 萬家 | 客棧 |
| 萬玉枝救夫               | 萬玉枝為地仙之體 救夫時被景天與紫萱撞見 萬玉枝丈夫高詠身體土化 萬玉枝早已獲得土靈珠，只是被精精偷走                                                             | 萬玉枝為狐妖所化 救夫時被景天與長卿撞見 高詠只是昏迷不醒 聖姑告知之前，萬玉枝不知土靈珠的存在 |
| 得到土靈珠               | 羅如烈首次出場 | 羅如烈早已出場 |
| 去鬼界的原因             | 尋找雪見魂魄 | 尋找火靈珠 |
| 去鬼界的時間             | 在雷州取得雷靈珠之後 | 在雷州取得雷靈珠之前 |
| 鬼界的名稱               | 熔岩地獄、鬼界，並指明是其餘五界輪迴轉世之地 | 極樂世界，邪靈界 |
| 溪風的身份               | 曾是重樓手下，與水碧私奔 飛蓬與重樓決鬥時，就是重樓的左右手 | 原是人類，為了水碧將自己的嗓音和五百年光陰給了重樓 作為重樓的奴隸，換取英俊的容貌 |
| 通過熔岩地獄的方法       | 紫萱召喚水靈 | 用真情眼淚將火澆熄（第一次） 長卿用法術將火撲滅（第二次） |
| 火鬼王的性別             | 男性 | 女性 |
| 在鬼界與重樓的決鬥       | 無此劇情 | 原創劇情 |
| 獲得火靈珠               | 打敗火鬼王 | 景天用美男計騙婚取得 |
| 取得雷靈珠               | 雪見應允雲霆幫她報仇就嫁給他，但最後並沒有成親 長卿從雲霆體內吸出雷靈珠                                                                                         | 雪見騙婚雲霆並從雲霆體內吸出雷靈珠 |
| 雪見被邪劍仙...          | 殺害 景天等人經酆都進入鬼界尋找雪見的魂魄 邪劍仙已成形 | 帶到幽玄之境，變成樹 景天等人到幽玄之境找到雪見 邪劍仙未成形 |
| 去神界的原因             | 找風靈珠 | 找出救雪見的方法、淨化邪劍仙 |
| 天帝賜雪見神樹之實       | 無此劇情 | 原創劇情 |
| 在天池淨化邪劍仙         | 無此劇情 | 原創劇情 |
| 景天來到神界             | 遭天兵阻攔、幾乎無人認出他 夕瑤送景天等人離開，以免被拿獲 | 所有人都對景天行禮，稱他為「飛蓬將軍」，天帝也來見他 天帝給予賞賜、還讓他與重樓交戰 |
| 飛蓬配劍                 | 劍本無名，蜀山派命名為「鎮妖劍」 | 在天界就已有名稱「鎮妖劍」 |
| 飛蓬與重樓相識           | 神魔交戰，飛蓬與重樓棋逢對手，相約在新仙界決鬥 | 溪風建議重樓去找飛蓬決鬥 |
| 鎮妖劍失落的原由         | 飛蓬感知神界追兵將至，分心而被重樓擊落凡間 | 追兵已至，鎮妖劍插在重樓身上，重樓拔出時掉落凡間 |
| 獲得風靈珠               | 重樓告知 夕瑤將風靈珠交給景天 | 沒有重樓告知景天的情節 夕瑤將風靈珠交給雪見，景天離開天界時才知道 |
| 關於夕瑤的情節           | 擅用神樹之果，於問情篇中被天帝剝去形體，精神滋養神樹根部，即是問情篇中風屬性少陽參天地脈                                                                        | 擅用神樹之果，景天求情而重生 |
| 景天與重樓決戰           | 打敗邪劍仙之後 在新仙界決鬥 | 打敗邪劍仙之前 在天界決鬥 |
| 長卿去惡受刑             | 無此劇情 | 原創劇情 |
| 水靈珠                   | 紫萱吞入體內 | 紫萱用來封印青兒 |
| 進入鎖妖塔               | 龍葵與景天、雪見、紫萱一起進去 | 龍葵自己先進去 紫萱沒有進鎖妖塔 |
| 支線劇情：冰晶女的請求   | 帶蜀山弟子的骸骨回去做為證物 | 沒下文 |
| 紫萱要幫助天妖皇         | 天妖皇不肯再相信人類 | 無此劇情 |
| 天妖皇的結局             | 天妖皇消滅、留下骸骨 | 景天離開後，因鎖妖塔已封印，不能離開 最後投靠邪劍仙，邪劍仙毀滅後似乎也毀滅了 |
| 重修鎖妖塔               | 紫萱自我犧牲或重樓以魔力封印 | 用五靈珠靈力封印 |
| 聖靈珠                   | 聖姑拿走 | 紫萱長卿救青兒 |
| 溪風與水碧在安溪附近現身 | 海底火山即將爆發，兩人用海底城鎮住火山 再用自身靈力化解火山的地火之力                                                                                           | 溪風本是安溪人，水碧化為石像等候溪風歸來 海底城最後被海底火山摧毀 |
| 水碧的身份               | 曾經是奉命捉拿飛蓬的神官之一 | 只提到是掌管天下河川的女神 |
| 許茂山割肉換糧           | 無此劇情 | 原創劇情 |
| 李逍遙現身               | 無此劇情 | 原創劇情 |
| 劍塚的劇情               | 姜國王宮遺跡 霹靂堂為了幫邪劍仙鑄造邪劍 | 沒有提到劍塚 清微要幫景天鑄造新劍對付邪劍仙 |
| 犧牲雪見/龍葵            | 為了拯救景天 | 為了鑄劍龍葵犧牲再次入魔劍中 |
| 鑄劍劇情                 | 邪劍仙藉助魔劍與鎮妖劍力量鑄成邪劍 魔劍與鎮妖劍（已廢）二選一重鑄 選擇犧牲雪見或龍葵                                                                            | 清微將魔劍與鎮妖劍融合為一 犧牲龍葵 |
| 最終BOSS                 | 重樓（完美結局 雪見結局 龍葵結局） 邪劍仙（紫萱結局 花楹結局）                                                                                                  | 邪劍仙 |
| 長卿與紫萱最後...        | 紫萱結局:分手，其餘結局為紫萱因封印鎖妖塔犧牲自己 | 分手 |
| 長卿接任蜀山掌門         | 蒼古臨終前指定 | 蜀山五老正式傳位 |
| 蜀山五老的結局           | 清微最先被邪劍仙殺死 其餘四老在邪劍仙毀滅後圓寂 | 不知。但是根據長卿接任掌門後的對白有「先師」二字，可能傳位後不久俱圓寂 |
| 景天在渝州的生意         | 丁時彥幫景天開新安當 | 沒有新安當 何必平幫景天發行「股票」 |
| 龍葵復活                 | 有可能（看玩家表現） | 無法復活 |
| 景天、雪見結局           | 生了一個兒子「景小樓」，並收李三思為徒 | 不知，但根據天帝的對白，景天可能命不久矣。 |
| 結局                     | 共有5種結局，「正史」應該是「完美結局」 | 「雪見結局+紫萱結局」 |

### 遊戲中沒有的情節
- 渝州毒人情節
- 姜國戰爭的細節
- 蜀山五老修練「至淨法」的原由
- 去神界淨化邪劍仙的情節
- 許茂山割肉換糧的劇情
- 溪風與水碧因歌相愛的劇情
- 李逍遙驚鴻現身

### 被去掉的原有情節
- 「回魂仙夢」的劇情
- 銀狐事件
- 紫萱救赤炎離開鎖妖塔的情節
- 紫萱要幫助天妖皇的劇情
- 徐長卿與紫萱去蓬萊派求助於掌門商風子的情節
- 巨靈神捉拿水碧的情節
- 景天與重樓在新仙界決鬥
- 重樓復活雪見/龍葵

### 前後矛盾的情節
- 雪見的頭髮在春天會長長，秋天會脫落。除了在雲霆騙婚那段提了一下，就再也沒有下文了。（因為雪見是神樹之實，所以頭髮（樹葉）春天會變長，秋天會脫落）
- 景天與長卿等人御劍飛行到安寧村前，雪見自己先行離開。景天等到達時已近夜晚，但是當晚雪見也到了安寧村。
- 景天在蜀山已經知道通天石的作用，但到了神魔之井卻又要長卿解釋（雖然景天沒有問，但是有表示疑惑的表情，長卿又隨即解釋）。
- 景天初見天帝時，已莫名幫邪氣取名「邪劍仙」並告知天帝，但後面實際碰上邪氣自稱為「邪劍仙」才知其名。
- 支線劇情：冰晶女的請求，沒了下文。
- 夕瑤在天界將一顆種子交給雪見，說︰「以後替飛蓬治療就交給你了。」但雪見到最後都沒有替景天治療過。(註:據天帝之言，景天已命長不久，不治之症何來治療之說?且在此之前，景天並無明顯需要醫治的重傷，雪見自然也沒必要多心)
- 溪风成为重楼的手下只有五百年，然而一千年前重楼与飞篷的决斗是溪风促成的，这表示一千年前溪风就已经是重楼的手下。
- 何必平死前，渝州的人對景天已經成為渝州首富的事隻字未提，結局時忽然對景天說：「景老闆你終於回來了。」
- 何必平給景天的留言為何會出現在長卿送給景天的《道德經》裡面？
- 重楼初遇景天时，答应他说等他完成了他的愿望，再来和他一决高下。可长卿没有娶妻，茂山不曾考上状元，重楼就打过来了。（注:劇中有提到魔尊重樓從來不守信用）

### 其餘情節
- 遊戲中的場景及物件均參照古代,電視劇中場景、物件、對白字眼均參照現代。
- 遊戲和電視劇中,主角相識的時間與地點均有所不同。
- 電視劇中所有角色性格均有甚大改變。
- 遊戲中向雲霆取雷靈珠時沒有騙婚情節，電視劇向雲霆取雷靈珠時有騙婚情節。
- 仙劍奇俠傳三為仙劍奇俠傳一的50年前(景天為李逍遙之師祖)，但第36集仙劍奇俠傳一主角李逍遙出現，意味著時空穿梭，暗示他是從未來的時間段來到至今，抵達至助他師祖。
- 另外電視劇中完全遵照了遊戲內容的場景約有10-20個，每個場景約5-10分鐘，基本還原度不到5成。
- 遊戲中進入天界後是以和眾神交談推進情節，而在電視劇中故事都依靠天帝敘述。

## 人物簡介
以下內容來自電視劇內容，依出場順序排列：
| 姓名     | 精    | 神  | 武(氣) | 種族     | 出場集        | 簡介                                                                                 |
| -------- | ----- | --- | ------ | -------- | ------------- | ------------------------------------------------------------------------------------ |
| 景天     | 1000  | 120 | 190    | 人       | 1             | 天大地大，快樂最大。永安當的小夥計，擅長盜版，夢想成為渝州首富。                     |
| 许茂山   | 1500  | 170 | 250    | 人       | 1             | 知足常樂，手足至上。景天的好兄弟，單純善良 極重義氣，唯景天老大之命是從。            |
| 何必平   | 1000  | 20  | (150)  | 人       | 1             | 汲汲營營，有財無命。景天的助手，為人現實 斤斤計較，對算帳有極高的天份，很講義氣。    |
| 丁時彥   | 1000  | 170 | (180)  | 人       | 1             | 博古通今，好好先生。永安當中最年長者，是景天在古董知識方面的老師。                   |
| 唐雪见   | 1200  | 200 | 190    | 人       | 1             | 神樹之實，思念化身。唐家千金，驕縱任性 備受寵愛，有著不為人知的祕密來歷。            |
| 唐坤     | 6000  | 560 | (550)  | 人       | 1             | 英雄氣短，骨肉情長。既是唐家賞罰分明的掌門，亦是對雪見寵愛有加的爺爺。               |
| 唐泰     | 4000  | 300 | (450)  | 人       | 1             | 萬般天定，豈由人斷。唐坤的副手，雪見的三叔伯，揭露雪見身世的始作俑者，唐門的總管。   |
| 唐益     | 3400  | 430 | 700    | 人       | 1             | 機關算盡，萬事俱空。唐家庶出之子，精通毒術與暗器，覬覦掌門之位已久。                 |
| 趙文昌   | 700   | 210 | 200    | 人       | 1             | 金銀財寶，永遠嫌少。永安當管事，為人刻薄，欺善怕惡 ，對景天非打即罵。                |
| 徐長卿   | 3000  | 240 | 410    | 人       | 2             | 御劍江湖，至情至性。蜀山派大弟子，俊朗飄逸，身手不凡，以天下蒼生為己任。             |
| 羅如烈   | 15000 | 250 | 540    | 人       | 2             | 賊子野望，血染江湖。霹靂堂堂主，與唐益勾結，一心吞併唐門，稱霸江湖。                 |
| 花楹     | 10000 | 500 | 360    | 仙       | 4             | 盈盈少女，珍奇仙獸。百年難見的五毒獸，心地善良，擅長解毒，最愛主人雪見。             |
| 重樓     | 19000 | 580 | 900    | 魔       | 6             | 六界獨尊，但求一敗。目空一切的魔尊，為了尋找唯一的對手飛蓬而來到凡間。               |
| 清微     | 17000 | 700 | (670)  | 人       | 6             | 生而不有，為而不恃。蜀山派掌門，性格穩重，修為極高，掌管蜀山重要機密。               |
| 飞蓬     | 19500 | 750 | 890    | 神       | 6             | 既逢敵手，豈羨神仙。神界第一大將軍，鎮守南天門，「無敵」是他最大的遺憾。             |
| 龙葵     | 2050  | 230 | 210    | 鬼       | 9             | 千年不滅，唯情而已。古姜國公主，被封印在魔劍中千年，只為了等待與王兄重逢。           |
| 紫萱     | 1500  | 230 | (210)  | 神       | 9             | 情牽三世，不離不棄。大地之母女媧後人，愛情是她的執著，等待是她的宿命。               |
| 圣姑     | 3600  | 470 | 310    | 神       | 9             | 神族牧者，胸懷蒼生。神秘的先知輔佐歷代女媧後人，一心幫助紫萱勘破情關。               |
| 万玉枝   | 2800  | 240 | 150    | 妖       | 10            | 多情美狐，執迷不悔。狐妖化身的美貌少婦，為救所愛之人，一心奪取土靈珠。               |
| 精精     | 3000  | 240 | 240    | 妖       | 13            | 飛龍探雲，妙手空空。巴蜀俠盜李寒空所養的靈獸，修練成妖，最愛偷竊和捉弄他人。         |
| 古藤老人 | 99999 | 250 | (650)  | 仙       | 13            | 玄虛故弄，妄論天機。罕見的古籐修煉而成的仙人，法力高深，擅長讀心術。                 |
| 火鬼王   | 16780 | 500 | 630    | 鬼       | 14            | 美艷皮囊，羅剎心腸。極樂世界的統治者，靠著火靈珠來維持她千年不變的美貌。             |
| 溪风     | 13000 | 350 | 650    | 人→魔→人 | 14            | 百年孤寂，一念成魔。魔尊重樓的使者，原本是人，冷酷英俊的外表下，藏著不為人知的情傷。 |
| 趙無延   | 700   | 210 | 230    | 人       | 15            | 不人不鬼，欺人惑鬼。替極樂世界工作的凡人，狡猾貪婪，色大膽小，垂涎雪見。             |
| 麻嬸     | 2000  | 200 | (150)  | 人       | 15            | 上門是客，人鬼莫問。酆都往生客棧店主，相貌醜陋，滿臉麻子，無人知其來歷。             |
| 雲霆     | 10000 | 440 | 520    | 人       | 20            | 雷霆易逝，情天不老。雷州刺史獨子，相貌不凡，身懷雷靈珠，擁有強大雷力。               |
| 天帝     | 15000 | 900 | 700    | 神       | 25            | 眾神之首，六界至尊。天界之首，擁有至高無上的權利，卻也有許多煩惱。                   |
| 夕瑤     | 1500  | 500 | 250    | 神       | 25            | 咫尺天涯，莫失莫忘。養護神樹的女神，飛蓬在天界唯一的知己，雪見的創造者。             |
| 天妖皇   | 8000  | 300 | (495)  | 妖       | 31            | 群妖亂舞，塔底稱王。妖中之王，被關在鎖妖塔底三百年，對人類有著很深的怨恨。           |
| 水碧     | 10000 | 400 | (450)  | 神       | 32            | 神魔愛侶，生死相隨。掌管天下河川的水神，受溪風美妙歌聲的吸引來到人間。               |
| 邪劍仙   | 20000 | 350 | 700    | 邪       | 23(玉石)27,33 | 毀天滅地，末日殺神。六界之外的生命，吸取邪惡為力量，法力高強，無人能敵。             |
| 李逍遙   | 18500 | 680 | 700    | 人       | 1,36          | 仙劍奇俠，驚鴻再現。來去無蹤的神秘遊俠，幫助景天達成消滅邪劍仙的任務。               |

## 週邊產品
- 電視原聲帶:於2009年6月18日發售。唱片公司為金牌大風。
- 限量收藏版DVD於6月初公開預訂，並於6月25日送貨。
- 電視小說: 出版日期：2009年，書名：《仙劍奇俠傳三電視小說》，作者大宇資訊/電玩遊戲原著授權，唐人電影/電視劇製作，盧慧心/小說改寫，出版社：平裝本，ISBN 9789578037496。

## 電視原聲帶
| 曲序 | 曲目                         |              | 作曲           | 编曲   | 演唱者   |
| ---- | ---------------------------- | ------------ | -------------- | ------ | -------- |
| 1.   | 生生世世愛（片頭曲）         | 杨漩予       | 林毅           | 林毅   | 吳雨霏   |
| 2.   | 忘記時間（片尾曲）           | 孙艺         | 程振兴         | 周莹   | 胡歌     |
| 3.   | 此生不換（插曲）             | 杨漩予       | 闻震           | 翟松   | 青鳥飛魚 |
| 4.   | 光棍（插曲）                 | 林乔         | 金大洲         | 金大洲 | 胡歌     |
| 5.   | 答應不愛你（插曲）           | 孙艺         | 金大洲         | 伍乐城 | 鄭中基   |
| 6.   | 偏愛（插曲）                 | 葛大为       | 陈伟           | 陈伟   | 張芸京   |
| 7.   | 我做我的王（插曲）           | 周扬、李若君 | Takeshi Asakaw |        | 兄弟聯   |
| 8.   | 你是我一首唱不完的歌（插曲） |              | 郭蘅祈         | 程振兴 | 郭蘅祈   |
| 9.   | 降魔劍（配樂）               |              |                |        |          |
| 10.  | 雪見 — 仙凡之旅（配樂）      |              |                |        |          |
| 11.  | 共伴闖天涯（配樂）           |              |                |        |          |
| 12.  | 景天 — 護甲（配樂）          |              |                |        |          |
| 13.  | 長卿 — 眾生平等（配樂）      |              |                |        |          |
| 14.  | 龍葵 — 千年等待（配樂）      |              |                |        |          |

## 收視
由csm数据参考而来，收视率包括全天收视指数和市场(收视)份额参数
| 平台     | 平均收视率 | 平均收视份额 | 2010年全國衛視 電視劇收视率排名 |
| 江苏卫视 | 1.18       | 3.21         | 6                               |

## 外部連結
- 《仙剑奇侠传三》新浪专题（页面存档备份，存于）（简体中文）
- 互联网电影数据库（IMDb）上《仙剑奇侠传三》的资料（英文）
- 在Netflix上觀看《仙剑奇侠传三》

## 作品的變遷
| 臺灣 東森電影台 | 臺灣 東森電影台                                | 臺灣 東森電影台 |
| --------------- | ---------------------------------------------- | --------------- |
|                 | 仙劍奇俠傳三 （2009年12月15日 - 2010年2月3日） |                 |
| —               | —                                              |                 |